# Morze Flores
Morze Flores – morze w zachodniej części Oceanu Spokojnego, jedno z mórz wewnętrznych Archipelagu Malajskiego, położone między wyspami Flores i Sumbawa (Małe Wyspy Sundajskie) a Celebes. Morze Flores łączy się szerokimi kanałami morskimi z wodami Morza Jawajskiego (na zachodzie) i Banda (na wschodzie). Na morzu znajduje się kilkanaście małych wysp otoczonych rafami koralowymi. Znaczące łowiska tuńczyka.
Temperatura wód powierzchniowych przez cały rok bardzo wysoka, wynosi od 26 °C w sierpniu do 29 °C w listopadzie. Morze Flores znajduje się w strefie oddziaływania monsunów. Obszary dna morskiego są terenem bardzo aktywnym sejsmicznie i wulkanicznie. Pływy przekraczają 1,5 m.